# Monteagudo del Castillo
Monteagudo del Castillo est une commune d’Espagne, dans la province de Teruel, communauté autonome d'Aragon comarque de Teruel.

## Démographie
En 2022, elle comptait 43 habitants sur une superficie de 44,37 km².